# 曹德裕
曹德裕（？—？），清朝官員，本籍安徽。吏員出身。

## 生平
曹德裕於1796年（嘉慶1年）接替翟灝，於台灣台北地區擔任台灣府淡水廳新莊縣丞一職，是大台北地區的地方父母官。